# Nashville 400 1967
Nashville 400 1967 var ett stockcarlopp ingående i Nascar Grand National Series (nuvarande Nascar Cup Series) som kördes 29 juli 1967 på den 0,5 mile (804,672 meter) långa ovalbanan Nashville Speedway i Nashville i Tennessee. Totalt avverkades 200 miles (321.869 km) fördelat på 400 varv. Banunderlaget var asfalt. Loppet vanns av Richard Petty i en Plymouth på tiden 2:49.20 körande för Petty Enterprises. Pettys snitthastighet var 70,866 mph. Han var vid målgång ensam förare på ledarvarvet, fem varv före tvåan James Hylton. Det var Pettys 65:e vinst av totalt 200 i karriären. Prispotten uppgick till 10 200 dollar, varav 2 050 dollar gick till segraren.

## Resultat
| Plc     | Nr | Förare          | Team/ bilägare           | Konstruktör | Start | Varv | Ledda varv |
| ------- | -- | --------------- | ------------------------ | ----------- | ----- | ---- | ---------- |
| 1       | 43 | Richard Petty   | Petty Enterprises        | Plymouth    | 2     | 400  | 131        |
| 2       | 48 | James Hylton    | Bud Hartje               | Dodge       | 8     | 395  | 0          |
| 3       | 4  | John Sears      | DeWitt Racing            | Ford        | 11    | 390  | 0          |
| 4       | 6  | Sam McQuagg     | Owens Racing             | Dodge       | 6     | 390  | 0          |
| 5       | 20 | Clyde Lynn      | Negre Racing             | Ford        | 14    | 375  | 0          |
| 6       | 51 | George England  | Tom Hixon                | Chevrolet   | 24    | 369  | 0          |
| 7       | 94 | Don Biederman   | Ron Stotten              | Chevrolet   | 20    | 364  | 0          |
| 8       | 39 | Friday Hassler  | Red Sharp                | Chevrolet   | 9     | 363  | 12         |
| 9       | 45 | Bill Seifert    | Seifert Racing           | Ford        | 26    | 345  | 0          |
| 10      | 35 | Max Ledbetter   | Ken Carpenter            | Oldsmobile  | 21    | 322  | 0          |
| 11      | 29 | Dick Hutcherson | Bondy Long               | Ford        | 1     | 305  | 22         |
| 12      | 34 | Wendell Scott   | Scott Racing             | Ford        | 29    | 300  | 0          |
| 13      | 97 | Henley Gray     | Gray Racing              | Ford        | 15    | 269  | 0          |
| 14      | 2  | Bobby Allison   | J.D. Bracken             | Chevrolet   | 5     | 235  | 1          |
| 15      | 38 | Wayne Smith     | Archie Smith             | Chevrolet   | 19    | 136  | 0          |
| 16      | 88 | Buck Baker      | Buck Baker Racing        | Oldsmobile  | 22    | 139  | 0          |
| 17      | 04 | Coo Coo Marlin  | Cunningham-Kelley        | Chevrolet   | 13    | 120  | 0          |
| 18      | 07 | George Davis    | George Davis             | Chevrolet   | 18    | 118  | 0          |
| 19      | 9  | Roy Tyner       | Truett Rodgers           | Chevrolet   | 23    | 118  | 0          |
| 20      | 31 | Bill Ervin      | Ralph Murphy             | Ford        | 27    | 104  | 0          |
| 21      | 92 | Bobby Wawak     | Wawak Racing             | Dodge       | 31    | 69   | 0          |
| 22      | 76 | Earl Brooks     | Don Culpepper            | Ford        | 17    | 52   | 0          |
| 23      | 8  | Ed Negre        | Negre Racing             | Ford        | 28    | 46   | 15         |
| 24      | 06 | Neil Castles    | Neil Castles             | Dodge       | 12    | 45   | 0          |
| 25      | 14 | Jim Paschal     | Tom Friedkin             | Plymouth    | 3     | 44   | 0          |
| 26      | 49 | G.C. Spencer    | GC Spencer Racing        | Plymouth    | 4     | 36   | 0          |
| 27      | 18 | Dick Johnson    | Dick Johnson             | Ford        | 25    | 36   | 0          |
| 28      | 24 | Jack Harden     | Betty Lilly              | Ford        | 32    | 34   | 0          |
| 29      | 01 | Paul Dean Holt  | Dennis Holt              | Ford        | 30    | 24   | 0          |
| 30      | 74 | Tom Pistone     | Turkey Minton            | Chevrolet   | 7     | 21   | 0          |
| 31      | 64 | Elmo Langley    | Langley-Woodfield Racing | Ford        | 10    | 21   | 0          |
| 32      | 91 | Walter Wallace  | Neil Castles             | Plymouth    | 16    | 11   | 0          |
| Källor: |    |                 |                          |             |       |      |            |